# Gemeinde Ranilug
Die Gemeinde Ranilug (serbisch Општина Ранилуг Opština Ranilug, albanisch Komuna e Ranillugut) ist eine Gemeinde im Kosovo. Sie liegt im Bezirk Gjilan. Verwaltungssitz ist der Ort Ranilug. Nach einer Schätzung aus dem Jahr 2016 leben in der Gemeinde 3.831 Menschen.

## Geographie

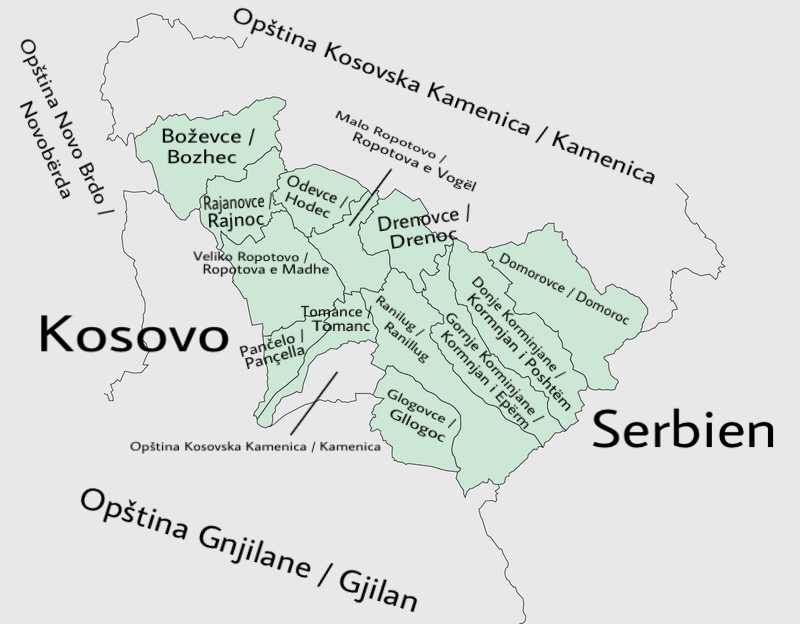
Karte der Gemeinde

Die Gemeinde Ranilug befindet sich im Südosten des Kosovo. Das Gemeindegebiet umfasst 78,5 Quadratkilometer.
| Kamenica  | Kamenica                                    | Kamenica        |
| Novo Brdo | Kompassrose, die auf Nachbargemeinden zeigt | Bujanovac (SRB) |
| Gjilan    | Kamenica                                    | Gjilan          |

## Politik
Bei der Kommunalwahl im Jahr 2013 erreichte Građanska Inicijativa Srpska Lista (GISL) mit 37,6 % der Stimmen das beste Ergebnis aller Parteien und stellte deshalb den Bürgermeister der Gemeinde, Gradimir Mikić.
In der Gemeinde Ranilug gibt es kein Gericht, deshalb wird das Gericht in Gjilan für Rechtsfragen der Gemeinde Ranilug angerufen.

## Bildung
In der Gemeinde gibt es eine Vorschule, zwei Grundschulen und zwei weiterführende Schulen.

## Wirtschaft
Die Wirtschaft in der Gemeinde basiert hauptsächlich auf der Milcherzeugung.

## Bevölkerung
95,6 % der Bevölkerung der Gemeinde sind serbisch. Die Mehrheit der Bevölkerung (95,7 %) gehört der Orthodoxen Kirche an, die größte religiöse Minderheit bilden Muslime, die 4,2 % der Bevölkerung bilden.
| Name (serbisch kyrillisch) | Name (serbisch lateinisch) | Name (albanisch bestimmt) | Fläche in Hektar | 1948 | 1953 | 1961 | 1971 | 1981 | 1991 |
| -------------------------- | -------------------------- | ------------------------- | ---------------- | ---- | ---- | ---- | ---- | ---- | ---- |
| Божевце                    | Boževce                    | Bozhec                    | 828              | 638  | 691  | 774  | 793  | 643  | 436  |
| Велико Ропотово            | Veliko Ropotovo            | Roptova e Madhe           | 753              | 560  | 620  | 722  | 796  | 770  | 829  |
| Глоговце                   | Glogovce                   | Gllogoc                   | 531              | 319  | 357  | 380  | 420  | 406  | 521  |
| Горње Кормињане            | Gornje Korminjane          | Kormnjan i Epërm          | 667              | 509  | 529  | 568  | 572  | 545  | 545  |
| Доморовце                  | Domorovce                  | Domoroc                   | 1020             | 703  | 736  | 766  | 743  | 591  | 577  |
| Доње Кормињане             | Donje Korminjane           | Kormnjan i Poshtëm        | 828              | 684  | 745  | 784  | 741  | 659  | 641  |
| Дреновце                   | Drenovce                   | Drenoc                    | 420              | 397  | 414  | 443  | 409  | 393  | 361  |
| Мало Ропотово              | Malo Ropotovo              | Ropotova e Vogël          | 345              | 214  | 221  | 254  | 254  | 218  | 233  |
| Одевце                     | Odevce                     | Hodec                     | 362              | 237  | 215  | 265  | 258  | 189  | 122  |
| Панчело                    | Pančelo                    | Pançella                  | 257              | 237  | 249  | 302  | 375  | 410  | 380  |
| Рајановце                  | Rajanovce                  | Rajanoc                   | 431              | 366  | 383  | 455  | 469  | 428  | 325  |
| Ранилуг                    | Ranilug                    | Ranillug                  | 1050             | 975  | 1062 | 1145 | 973  | 977  | 894  |
| Томанце                    | Tomance                    | Tomanc                    | 270              | 205  | 229  | 264  | 285  | 217  | 193  |
| Gemeinde Ranilug insgesamt |                            |                           | 7762             | 6044 | 6451 | 7122 | 7088 | 6446 | 6057 |